# Palito Ortega
Palito Ortega, pseudonimo di Ramón Bautista Ortega Saavedra (Lules, 8 marzo 1941), è un cantautore, attore e politico argentino, tra i più popolari musicisti rock argentini degli anni sessanta e settanta.

## Biografia
Originario della provincia di Tucumán, si trasferì quattordicenne a Buenos Aires, dove, prima di sfondare, lavorò come lustrascarpe e venditore ambulante di caffè. Raggiunse la fama esibendosi nella trasmissione televisiva di Canale 13 El club del clan (1962–64), che ospitava anche molte altre nuove leve della musica rock argentina del periodo, ossia la cosiddetta «Nueva Ola». Durante questo periodo, Ortega recitò da protagonista anche in una decina di film, perlopiù musicali o commedia.
La sua carriera subì però un arresto durante gli anni ottanta, quando fu costretto a riparare a Miami a causa delle proprie condizioni finanziarie: con la svalutazione del peso, il concerto di Frank Sinatra allo stadio Luna Park di Buenos Aires che aveva fortemente voluto e organizzato personalmente nel 1981 l'aveva lasciato con un deficit di due milioni di dollari.
Tornato in Argentina nel decennio seguente, entrò in politica a fianco del peronista Carlos Menem, venendo eletto nel 1991 governatore della sua provincia natale per il Partito Giustizialista. Durante il suo governatorato, in linea con la presidenza di Menem, privatizzò la Banca di Tucumán e la gestione del servizio idrico della provincia. Allo scadere del proprio mandato nel 1995, non si ricandidò e divenne senatore. Durante questo periodo venne spesso indicato come papabile "delfino" di Menem all'interno del partito, ma la sua inesperienza e natura intrinseca di "candidato-celebrità" favorirono Eduardo Duhalde al suo posto. Candidato Vicepresidente di Duhalde alle presidenziali del 1999, dopo la sconfitta si ritirò dalla politica.

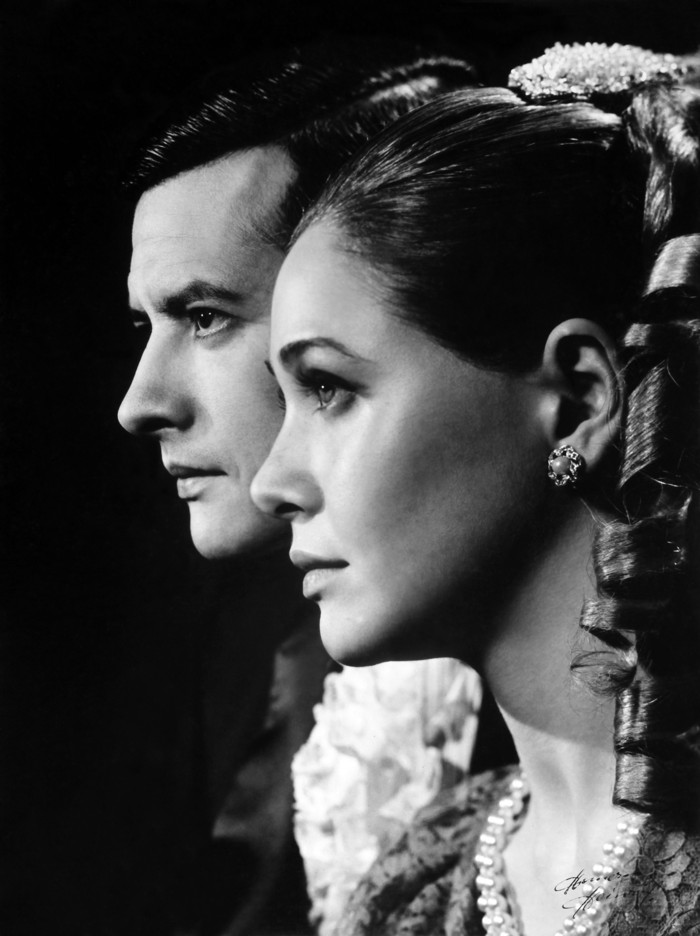
Ortega con la moglie Evangelina Salazar nel 1967.

È sposato dal 1967 con l'attrice Evangelina Salazar, con la quale ha avuto sei figli: tra questi Emanuel (n. 1977) e Rosario (n. 1985) sono diventati cantanti a loro volta, mentre Julieta (n. 1972) un'attrice, Sebastián (n. 1973) un produttore e autore televisivo, e Luis (n. 1980) un regista e sceneggiatore.

## Discografia
- 1962 – Palito Ortega
- 1963 – Palito  siempre primero
- 1964 – Palito Ortega
- 1965 – Internacional
- 1965 – Canta boleros en Río
- 1965 – Fiebre de primavera
- 1966 – En Beverly Hilton
- 1966 – Nashville
- 1967 – Un muchacho como yo
- 1967 – El magnetismo de Palito Ortega
- 1967 – Impacto
- 1968 – El ángel de Palito Ortega
- 1968 – El creador
- 1969 – Muchacho de oro
- 1969 – Viva la vida!
- 1970 – Palito como nunca
- 1970 – Palito número 21
- 1971 – Ramón Ortega "Palito"
- 1971 – El fenómeno
- 1972 – El auténtico
- 1972 – Felicidades
- 1973 – Yo tengo fe
- 1974 – Un canto a la vida
- 1976 – Por siempre Palito Ortega
- 1978 – Me gusta ser como soy
- 1979 – Autorretrato
- 1980 – Creo en Dios
- 1981 – Ese hombre agradecido
- 1982 – 20 años con la música
- 1983 – Afectos
- 1984 – Cuando suena una canción
- 1986 – Yo soy latinoamericano
- 1989 – De fiesta
- 2004 – Pasado y presente
- 2006 – Palito Ortega hoy
- 2009 – Canciones para mí
- 2011 – El concierto
- 2012 – Por los caminos del Rey
- 2015 – Cantando con amigos
- 2017 – Rock n' Roll
- 2018 – Románticos 60's
- 2021 – Te llevo bajo mi piel
- 2022 – Gracias (En vivo Estadio Luna Park)